# All about the Girls〜いいじゃんか Party People〜/Together again
『All about the Girls〜いいじゃんか Party People〜／Together again』（オール・アバウト・ザ・ガールズ いいじゃんか パーティ・ピープル／トゥギャザー・アゲイン）は、日本の歌手MiChiの5枚目のシングルである。

## 概要
MiChi初の両A面シングルであり、シングルでは初となる初回生産限定盤と通常盤の2形態での発売である。初回限定盤には2009年11月26日に渋谷クラブクアトロで行われたライブツアー「MiChi TOUR 2009 "UP TO YOU"」を収録したDVDが付けられている。
「All about the Girls〜いいじゃんか Party People〜」はスキャットマン・ジョンの代表曲「スキャットマン」をサンプリングにしたダンスチューンである。MiChiとの共作でDJ OZMAが作詞を担当している。

## 背景
このシングルは当初2月24日に発売予定だったが、諸事情により延期された。その時の「All about the Girls〜いいじゃんか Party People〜」の仮タイトルは「SPEAK OUT!!」だった。
2009年頃に、MiChiの中で1990年代のダンスポップ・ミュージックがブームとなり、それらが収録されたコンピレーション・アルバムを買い集めていた。その中にMiChiが10代の頃に大流行していたスキャットマン・ジョンの楽曲が収録されていた。スキャットマンはMiChiがリスペクトするアーティストの1人であった。2009年に1枚目のスタジオ・アルバム『UP TO YOU』を発売後、今までやったことのない何かインパクトのあることをやりたいと思い立ち、スキャットマンの曲のサンプリングを決めた。アッパーな歌詞を目指して作詞を始めたが、どうしても真面目な内容になってしまい行き詰ってしまった。これは、遊び心のある原曲に合わせて書かなければならなかったことや、作詞時のMiChiがそういう気分ではなかったことが原因であった。そこでライブを見て以来、自分とは正反対で、ふざけたことを本気でやっているエンターティナーとしてリスペクトしていたDJ OZMAに作詞を依頼した。OZMAはMiChiが最初に作詞した際に掲げていたテーマ「愛」をそのままに、世の中への愛から「みんな好きな人と愛し合おうよ」という女性の気持ちを表現したポジティブな内容にリライトした。
MiChiが作詞を外部の人間に依頼したことやサンプリングを行ったことなど、様々な新しいことに挑戦したことは大きなステップになったと述べた。

## 批評
「All about the Girls〜いいじゃんか Party People〜」は賛否両論を巻き起こした。インターネット掲示板上で批判が噴出する一方で、有線では評判がよく後述の通り、ランキング上位に入った。音楽情報サイト『BARKS』は意見が分かれる理由について、女性のリアルな気持ちが若干コミカルに、確信犯的に歌われているが、これまでMiChiの楽曲はストレートなメッセージ・ソングが多かったことから、彼女の熱心なファンには相当違和感があったのではないかと分析した。
『WHAT's IN?』の大野貴史は「All about the Girls〜いいじゃんか Party People〜」を「下世話とスタイリッシュの境界線で高らかに鳴り響く会心作」、「Together again」を「緩急織り交ぜたセンチメンタル・チューン」と評価した。

## チャート成績
「All about the Girls〜いいじゃんか Party People〜」はUSENでは総合チャート2位、J-POPリクエストチャート3位とMiChiのこれまでの楽曲の中で最高位を記録した。2010年4月20日付の日本レコード協会による着うたフルのダウンロード数を集計したRIAJ有料音楽配信チャートで初登場11位。2010年5月3日付けのオリコン週間チャートでは推定売上4019枚で初登場24位を記録。

## ミュージックビデオ
「All about the Girls〜いいじゃんか Party People〜」のPVは清水康彦が監督を務め、これまでのMiChiを一度壊して、新たなスタートを切る内容となっている。「Together Again」のPVは島田大介監督によるロンドンで撮影したもので、アヤカ・ウィルソンが出演している。

## テレビ番組での歌唱
2010年4月20日放送の『ザ・ミュージックアワー』、2010年4月24日放送の『MUSIC FAIR』に出演し、『All about the Girls〜いいじゃんか Party People〜』を披露している。両番組では『All about the Girls〜いいじゃんか Party People〜』のPVに出演したダンスチーム「HANDSOME BOYZ」がバックダンサーとして出演し、ヴォーギングを思わせるダンスを披露した。

## 収録曲

### CD
1. All about the Girls〜いいじゃんか Party People〜
  - 作詞：MiChi、DJ OZMA／作曲：Antonio Nunzio Catania、John Paul Larkin／編曲：ScaT.O.Man
2. Together again
  - 作詞：MiChi／作曲：Tomokazu Matsuzawa／編曲：T.O.M MadNesS
  - ゴー・シネマ配給映画『武士道シックスティーン』主題歌
3. dance DANCE!
  - 作詞：MiChi／作曲：Tomokazu Matsuzawa／編曲：T.O.M MadNesS
  - 花王「エッセンシャル」CMソング
4. All about the Girls〜いいじゃんか Party People〜（Instrumental）
5. Together again（Instrumental）
6. dance DANCE!（Instrumental）

### DVD
UP TO YOU TOUR@SHIBUYA CLUB QUATTRO
1. KiSS KiSS xxx
2. One of a Kind
3. Shibuya de Punch
4. ReaL
5. ChaNge the WoRLd
6. Fxxk You And Your Money
7. We Will Rock You
8. Something Missing
9. PROMiSE
10. UP TO YOU